# Карфа
Карфа (англ. duhwa, kerifa, nzuhwi, sabei, sore-sabaut) — язык западночадской ветви чадской семьи, распространённый в центральной Нигерии: в селении Карфа района Акванга (англ. Akwanga) в западной части штата Насарава на границе со штатом Плато. Ареал языка карфа на севере, востоке и юге граничит с ареалами близкородственных западночадских языков группы рон: на севере и востоке — с ареалами диалектов языка рон (или ареалами самостоятельных языков) — шагаву, даффо-бутура и бокос, на юго-востоке — с ареалом языка кулере, на юге — с ареалом языка ша. На юго-западе к ареалу языка карфа примыкает ареал языка бенуэ-конголезской семьи нунгу, к западу от ареала карфа размещены районы с разноязычным смешанным населением.
Численность говорящих на языке карфа по данным на 1973 год составляла около 800 человек. Численность этнической группы карфа (являющейся вместе с ша частью народа duhwa) по информации, изложенной на сайте Joshua Project, составляет 1 400 человек. Большинство носителей языка карфа придерживается традиционных верований, также среди них есть христиане, небольшая часть исповедует ислам.
Язык карфа причисляется к группе языков рон в классификации афразийских языков британского лингвиста Роджера Бленча (Roger Blench), в классификации, опубликованной в работе С. А. Бурлак и С. А. Старостина «Сравнительно-историческое языкознание», а также в классификации чадских языков в статье В. Я. Порхомовского «Рон языки», опубликованной в лингвистическом энциклопедическом словаре.
Наиболее близок языкам мундат и ша, также к близкородственным языку карфа относятся языки рон (чала), даффо-бутура, бокос, шагаву, кулере, фьер и тамбас. В классификации, представленной в справочнике языков мира Ethnologue, язык карфа включён в число языков собственно рон подгруппы А4 группы А западночадской ветви.